# Place Dominique-Martin-Dupuy
Pour les articles homonymes, voir Dupuy.
La place Dominique-Martin-Dupuy (en occitan : plaça Domenge Martin Dupuy) est une place de Toulouse, chef-lieu de la région Occitanie, dans le Midi de la France.

## Situation et accès

### Description
La place Dominique-Martin-Dupuy est une voie publique. Elle se situe au cœur du quartier du même nom, dans le secteur 1 - Centre.

### Voies rencontrées
La place Dominique-Martin-Dupuy rencontre les voies suivantes, dans l'ordre des numéros croissants :
1. Rue des Frères-Lion
2. Rue Pierre-Paul-Riquet
3. Rue du Pont-Guilheméry
4. Rue de la Charité
5. Rue du Pont-Montaudran
6. Rue des Potiers

### Transports
La place Dominique-Martin-Dupuy est traversée et desservie directement par les lignes de bus de la ville, particulièrement les Linéo L1L8. Elle se trouve par ailleurs à proximité immédiate de la station François-Verdier de la ligne de métro , où marquent également l'arrêt les Linéo L1L8L9 et les bus 142944.
La place Dominique-Martin-Dupuy possède une station de vélos en libre-service VélôToulouse, la station no 43 (no 14 place Dominique-Martin-Dupuy).

## Odonymie

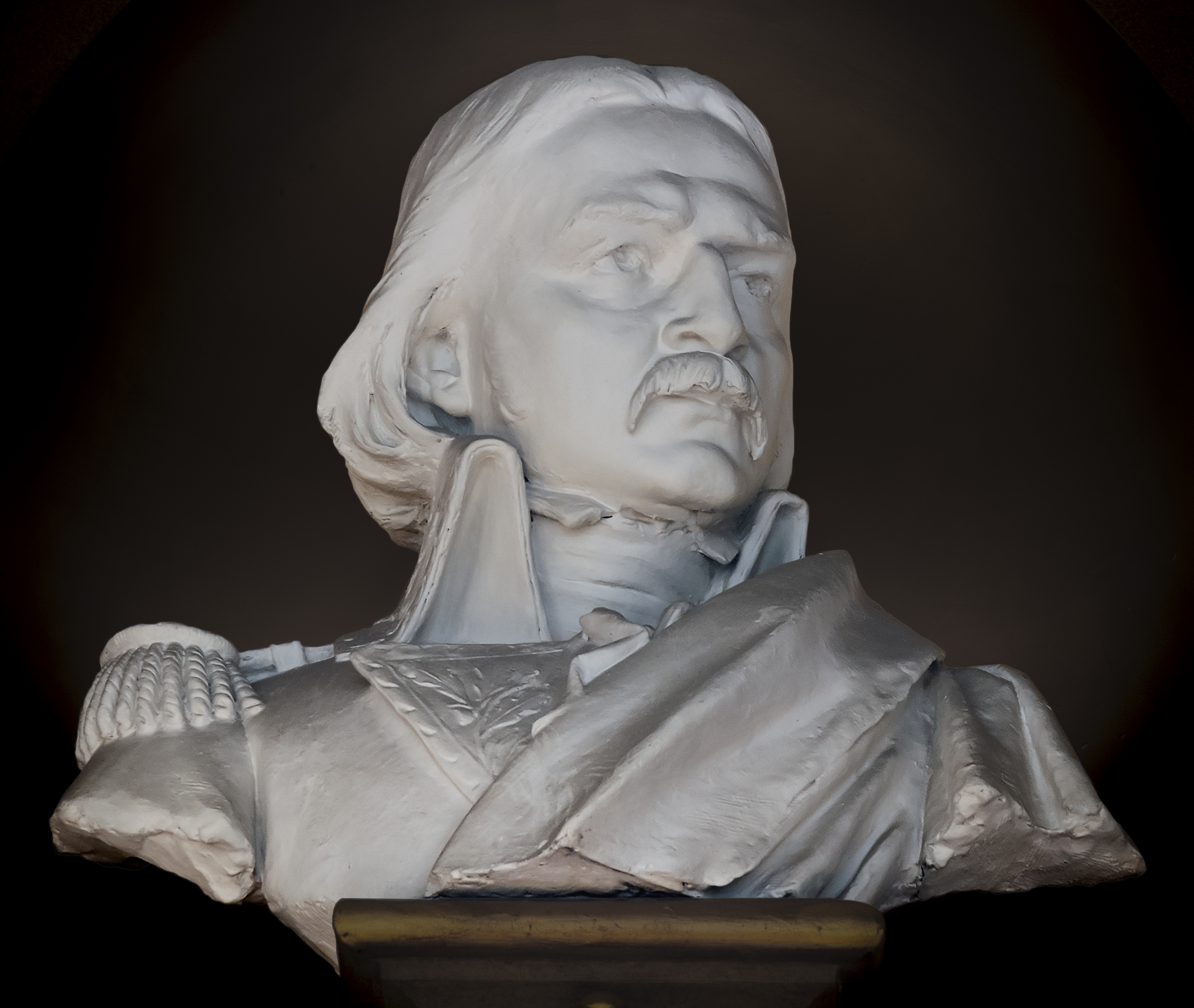
Buste de Dominique Dupuy (Salle des Illustres, Capitole).

Le nom de la place rend hommage à Dominique Dupuy. Ce Toulousain, né dans la maison familiale, rue des Arts, est le fils de Jean, maître-boulanger, et de son épouse, Paule Bertrand. Entré au régiment d'Artois en 1784 comme simple soldat, il revient par la suite s'établir à Toulouse comme commerçant. À la Révolution française, il devient membre de la Société des Amis de la Révolution. Il s'engage en 1791 dans le premier bataillon de volontaires de la Haute-Garonne, amalgamé en 1793 à la 21e demi-brigade, puis en 1796 à la 32e demi-brigade – devenue par la suite 32e régiment d'infanterie –, où il est lieutenant-colonel. En 1798, il est de l'expédition en Égypte aux côtés de Napoléon Bonaparte, se bat à la bataille des Pyramides, puis est chargé de gouverner la ville du Caire. Il est mortellement blessé lors d'une révolte de la ville et meurt le 21 octobre 1798.
En 1781, on lui avait donné le nom de place Dauphine, pour célébrer la naissance, le 22 octobre, de Louis-Joseph, fils de Louis XVI et de Marie-Antoinette, et dauphin de France. En 1794, pendant la Révolution française, on changea le nom des rues et des places de la ville, et la place Dauphine devint place Beauvais, en souvenir de Charles Nicolas Beauvais de Préau. Député à l'Assemblée législative en 1791, puis à la Convention nationale en 1792, envoyé en mission dans le Var, il est dépassé par la situation insurrectionnelle que connaît Toulon. Emprisonné par les royalistes, il est libéré en 1793. Il est déclaré « martyr de la liberté » après sa mort d'épuisement à Montpellier en 1794. À la Restauration, en 1814, la place reprend son premier nom de place Dauphine. En 1830, après les Trois Glorieuses, qui ont vu renverser Charles X et monter sur le trône Louis-Philippe, « roi-citoyen », naître la monarchie de Juillet, la place prend le nom de Pierre-Paul-Riquet. C'est finalement, le 29 juillet 1832, le conseil municipal mené par Joseph Viguerie décide de lui attribuer le nom du général Dupuy.

## Histoire

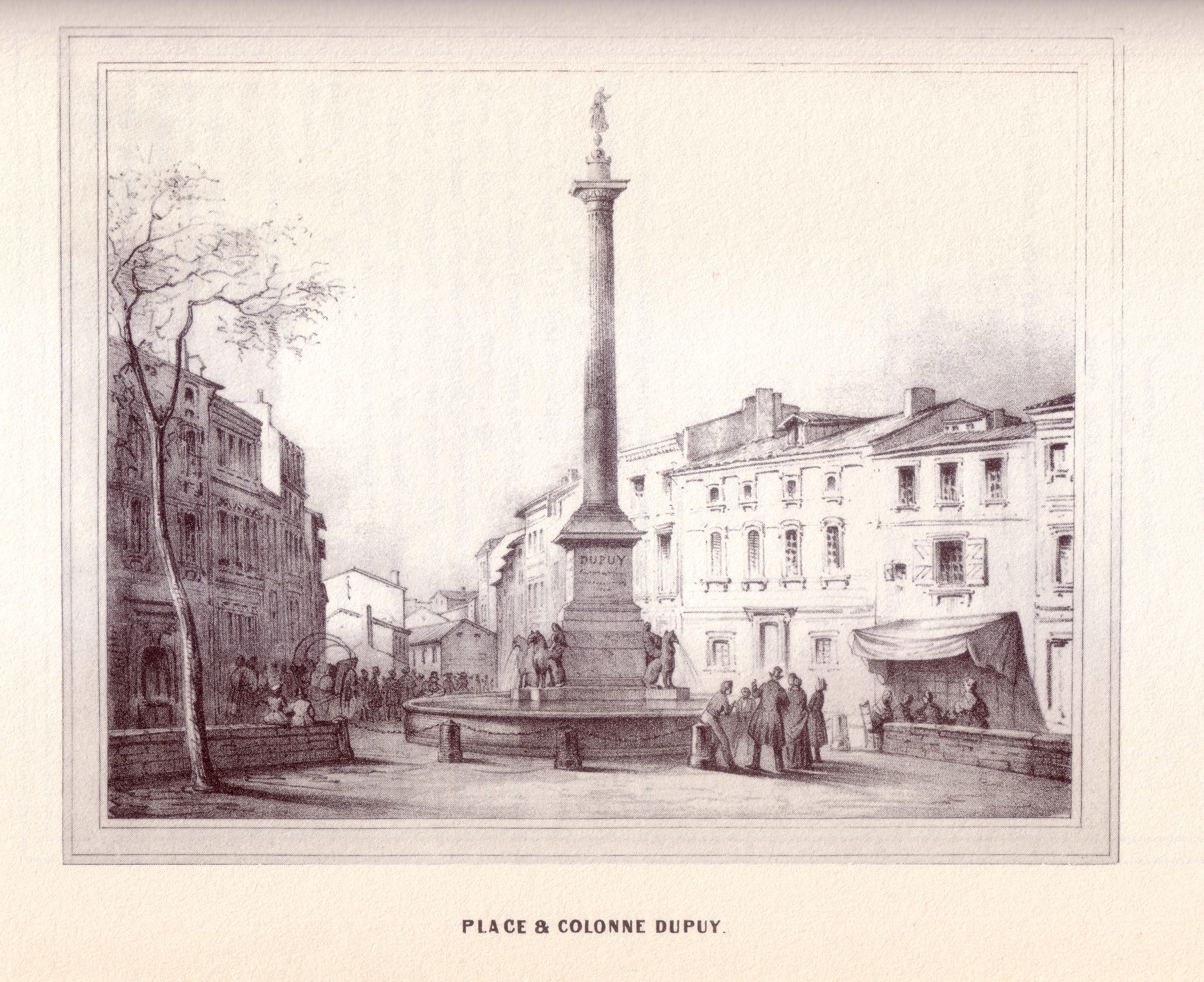
Place & colonne Dupuy, par Jean-Mamert Cayla (Toulouse monumentale et pittoresque, 1842).
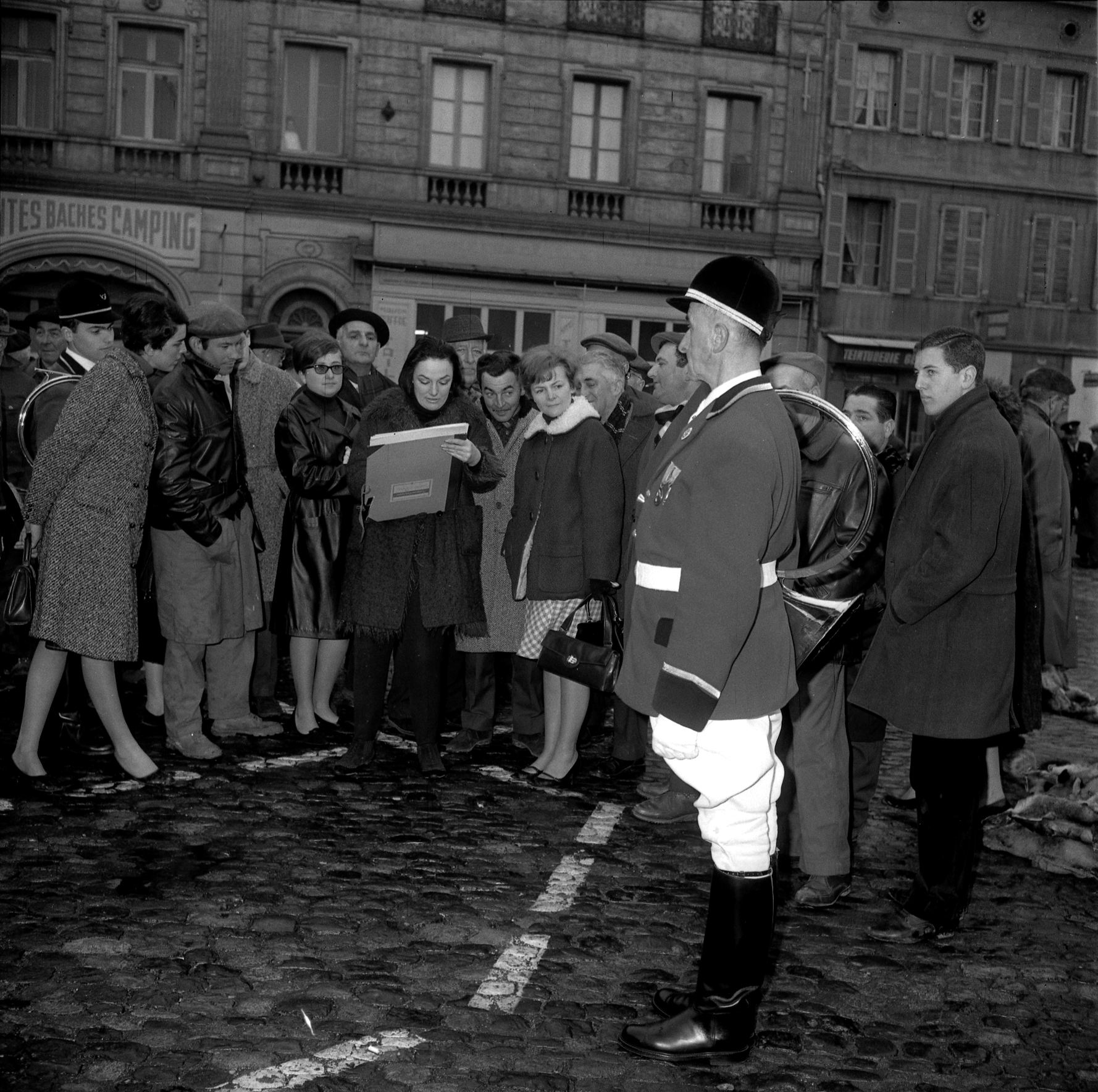
Renée Aspe peignant à la foire aux sauvagines, par André Cros (1965).

## Patrimoine et lieux d'intérêt

### Colonne Dupuy
La colonne Dupuy se dresse à l'ouest de la place, dans l'axe de la rue des Frères-Lion et de la rue Pierre-Paul-Riquet. En 1832, le projet d'une colonne en l'honneur du général Dominique Dupuy est confié par le conseil municipal à l'architecte de la ville, Urbain Vitry, qui utilise plusieurs éléments qui avaient été prévus pour une fontaine à construire place Saint-Georges. L'érection de la colonne est achevée en 1834.
Le bassin rond, en pierre de Carcassonne, reçoit l'eau de la fontaine. Le piédestal est composé d'un double socle carré. Le premier, en pierre, est encadré de quatre griffons assis en bronze, qui rejettent l'eau par leurs gueules dans le bassin. Le deuxième socle, qui surmonte le premier, est en marbre de Saint-Béat. Il porte sur le côté ouest le bas-relief du général Dominique Dupuy, réalisé par le sculpteur Bernard Griffoul-Dorval. Le buste du général est inscrit dans un oculus entouré de guirlandes qui débordent sur les deux obusiers qui encadrent le bas-relief. Les trois autres faces portent des inscriptions. L'une d'entre elles (« J'ai perdu un ami, et la France un de ses plus beaux défenseurs » ) est un hommage spontané que Napoléon Bonaparte aurait rendu au général Dupuy en apprenant sa mort. Le piédestal est surmonté d'une colonne en fer fondu, décorée de cannelures dans les deux tiers de sa partie supérieure. Elle est surmontée d'une sculpture en bronze de la Renommée. Sculptée au XVIe siècle par Jean Rancy, elle représentait « Dame Tholose », et coiffait la tour des Archives du Capitole. Le torse nu, drapée à l'antique, elle se tient sur un pied, tendant son bras pour décerner la couronne de la victoire.

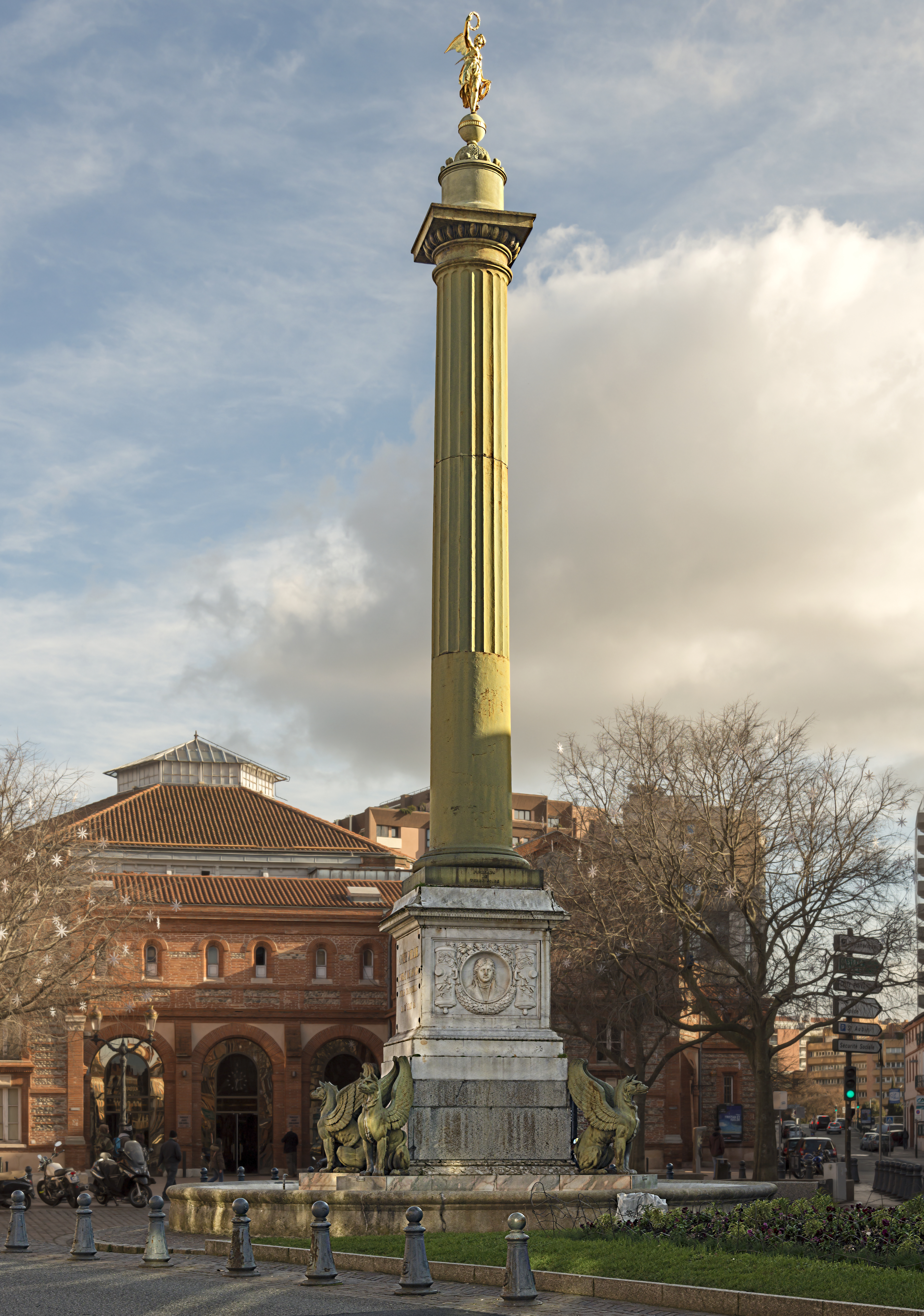
La colonne Dupuy et la Halle aux grains.
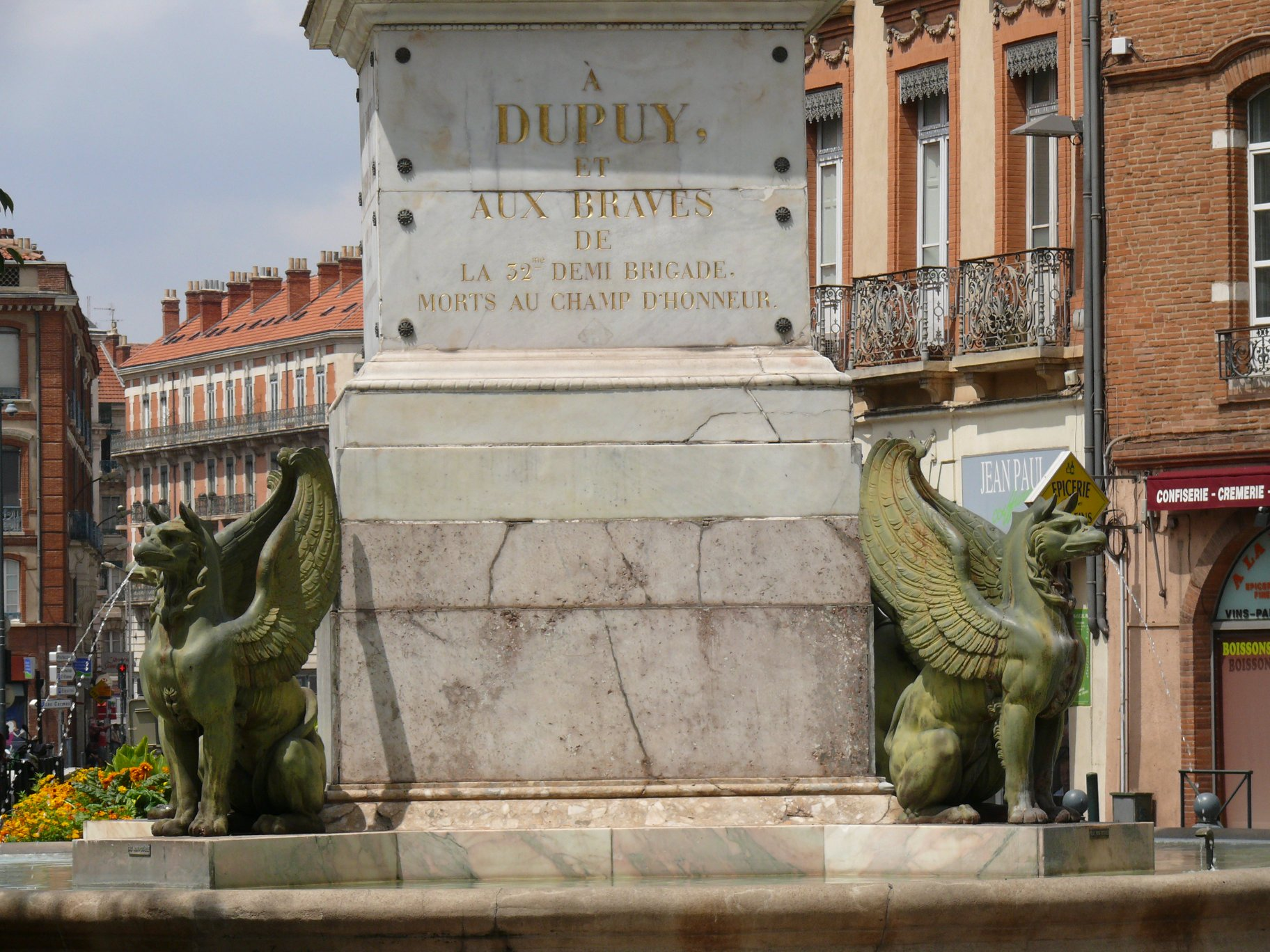
Détail de la base et des griffons.
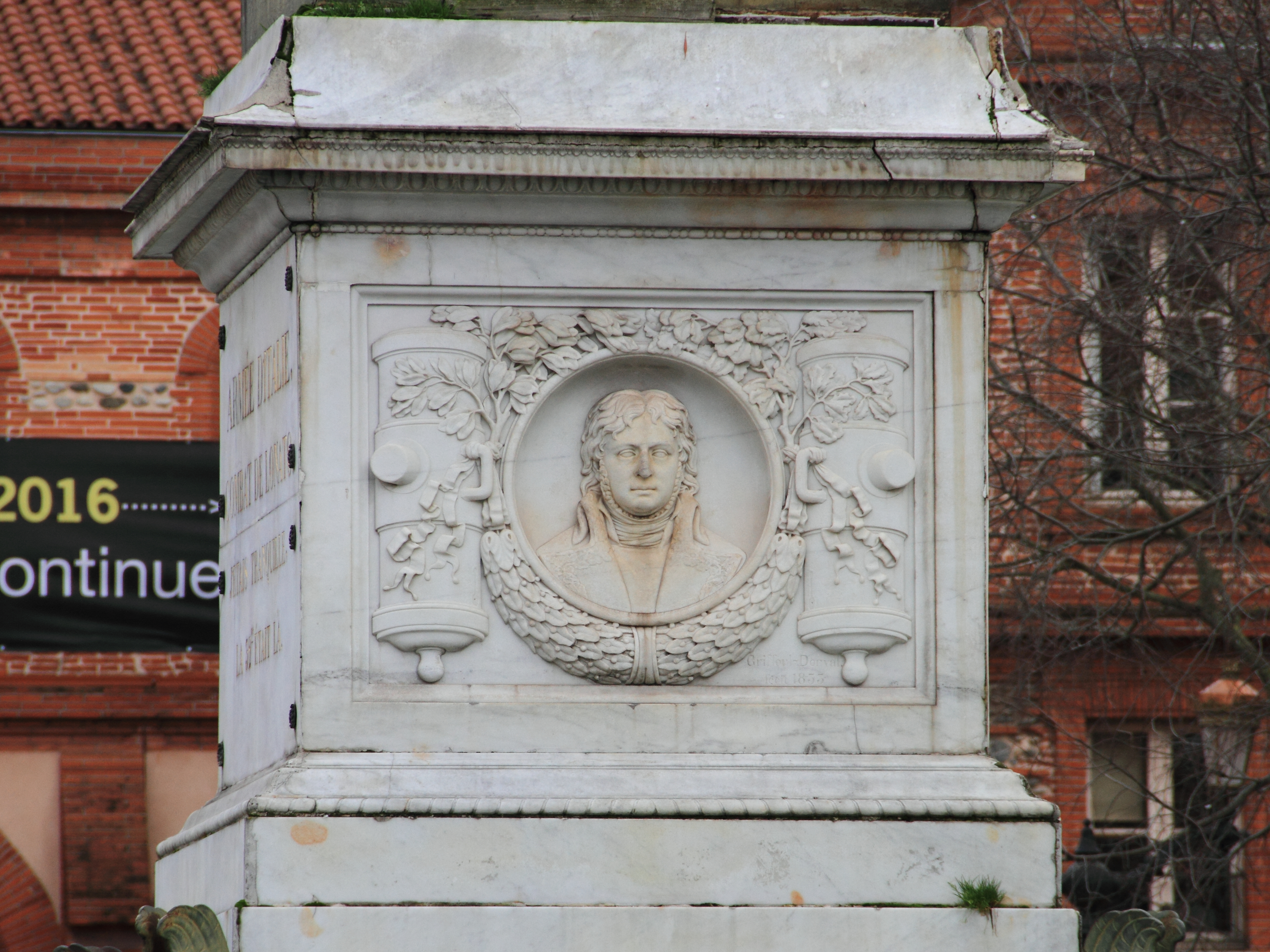
Détail de la base et du portrait de Dominique Dupuy.
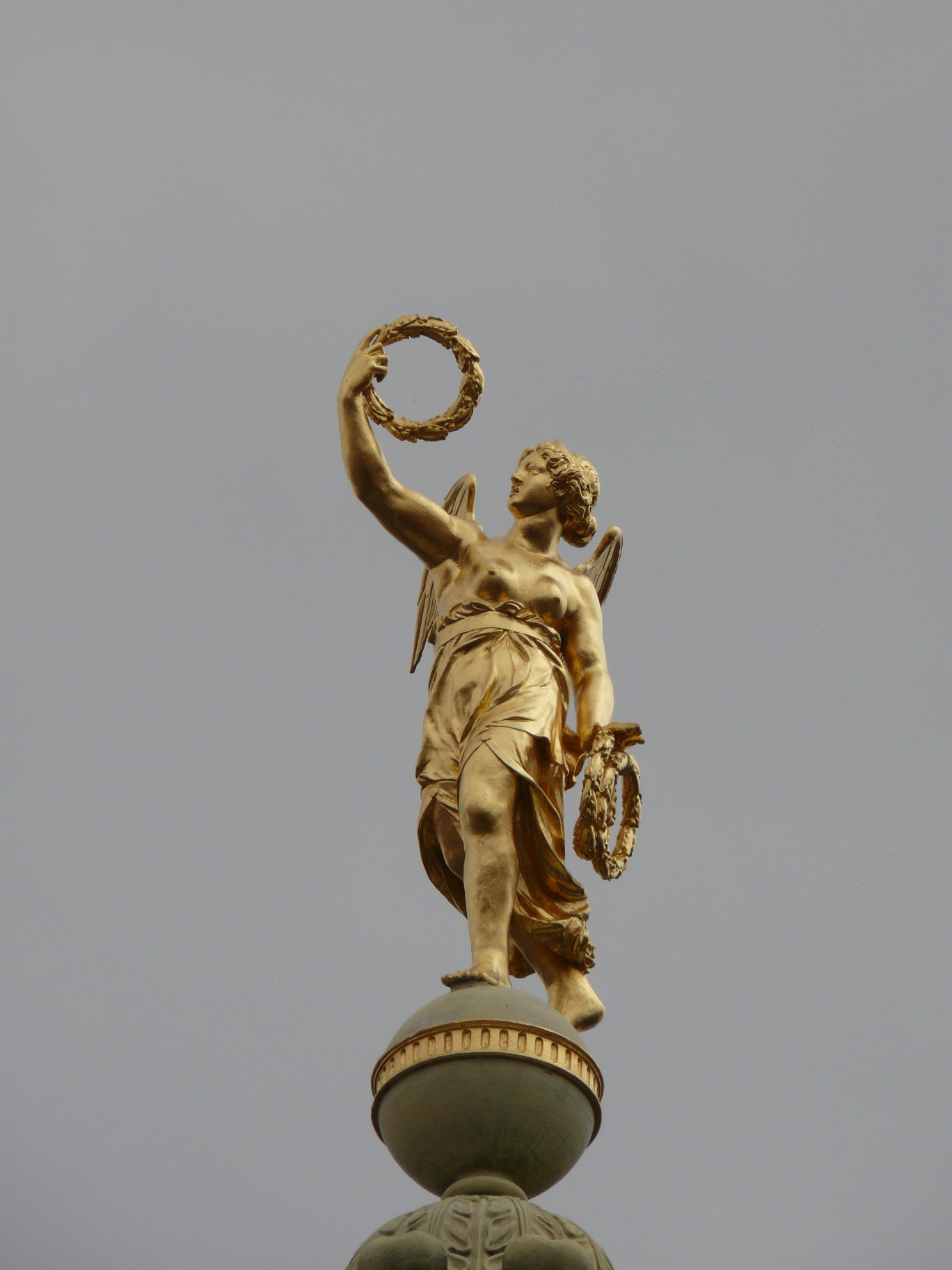
La Renommée ou Dame Tholose, par Jean Rancy (XVIe siècle).

### Halle aux Grains
La Halle aux Grains est construite entre 1862 et 1864 sur les plans de l'architecte de la ville, André Denat, au centre de la place Dupuy. Elle possède un plan hexagonal, flanqué de quatre petits pavillons aux angles et de deux avant-corps latéraux au niveau de l'entrée. Les deux pavillons de l'entrée sont par la suite, en 1884 et 1885, surélevés d'un étage. Le bâtiment est maçonné en brique et galets de Garonne, originellement couverts d'enduit, mais dont l'appareillage a été découvert lors de la rénovation en 1985. En 1946, l'architecte Jean Montariol transforme la halle en salle de sports et de spectacles, et l'ossature métallique est remplacée par du béton, seul le lanternon conservant une couverture métallique. La décoration se concentre sur les avant-corps de l'entrée.

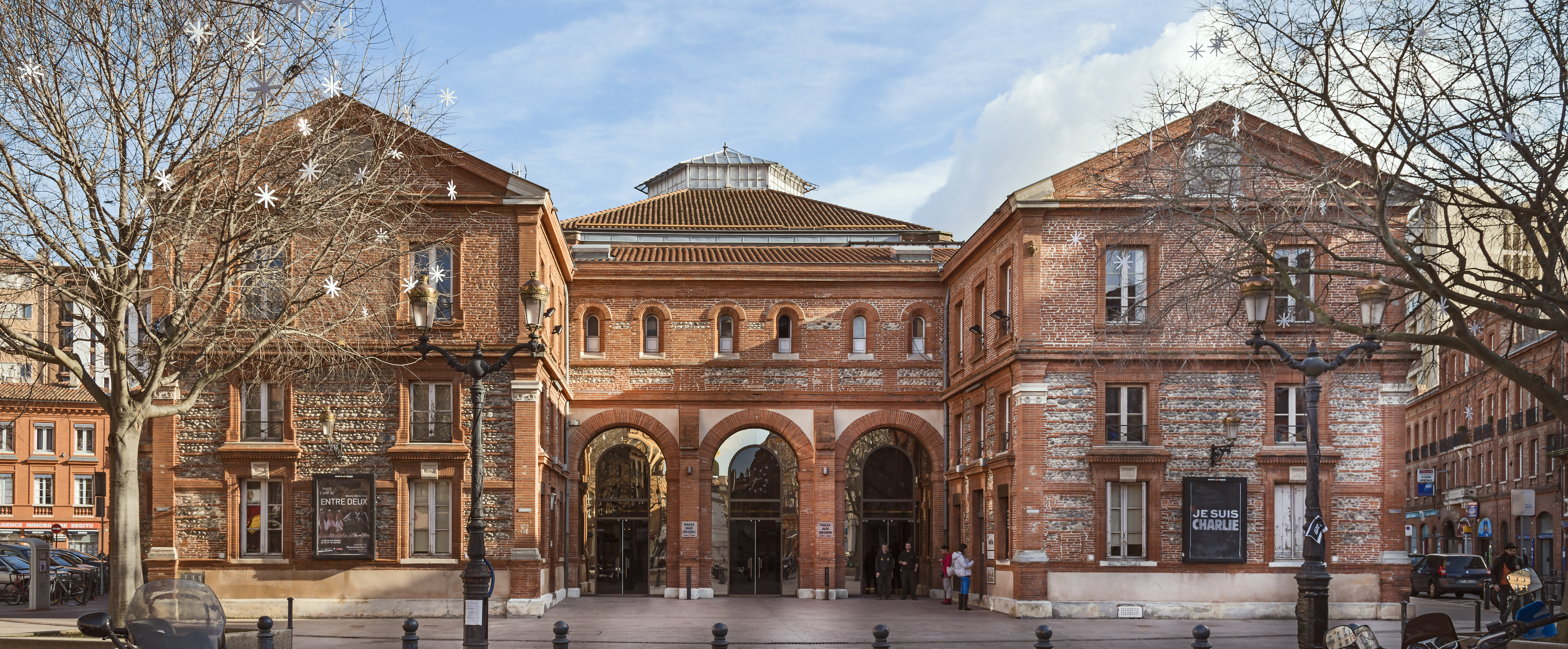
La façade de la Halle aux grains.
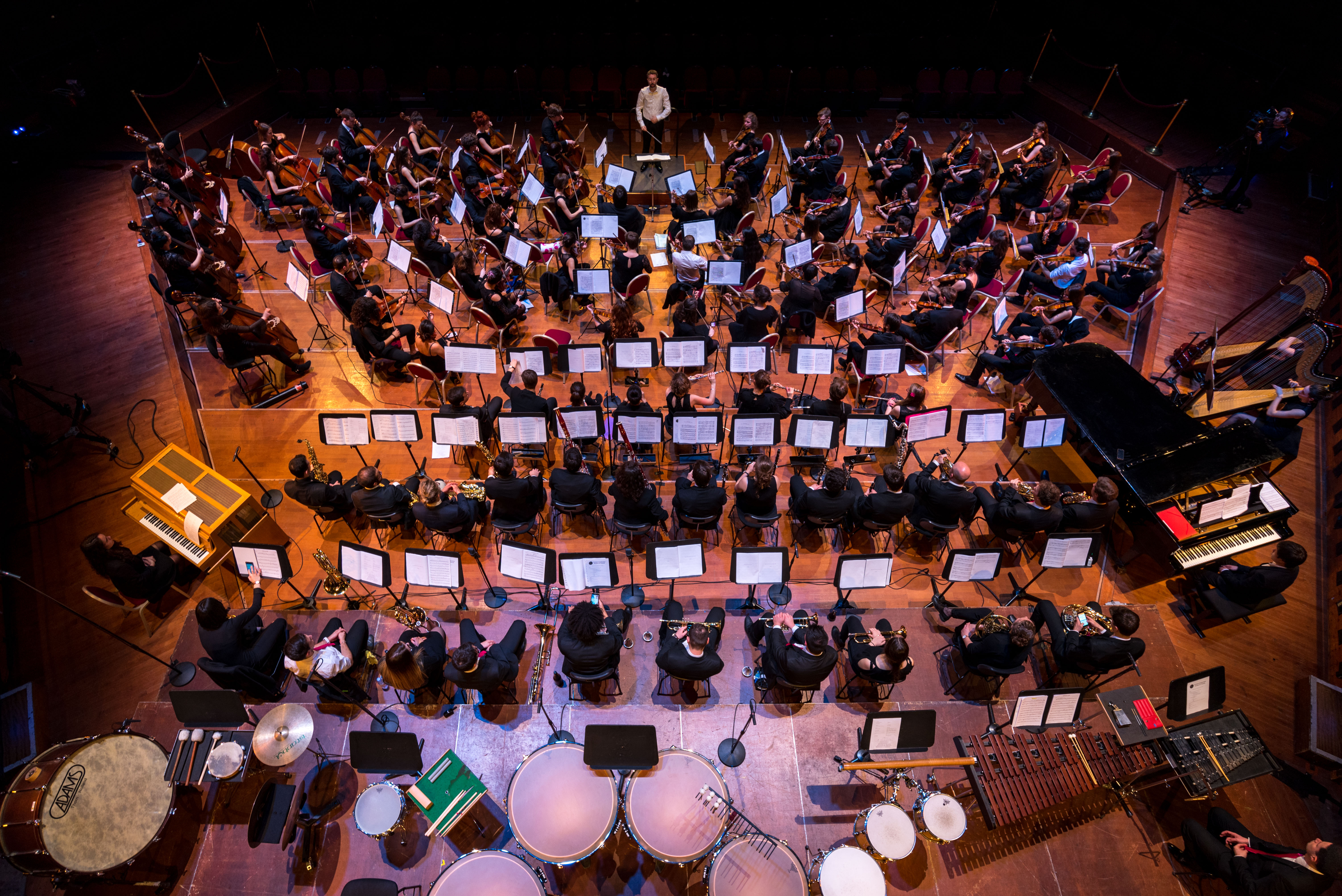
L'orchestre symphonique étudiant de Toulouse à la Halle aux grains en 2018.

### Immeubles
- no  1 : immeuble. 
L'immeuble, de style néo-classique, est construit dans la deuxième moitié du XVIIIe siècle. La façade, symétrique, sur la place s'élève sur trois niveaux. Au rez-de-chaussée, enduit, la porte est encadrée de deux ouvertures de boutique. Elle est mise en valeur par un bossage et possède une agrafe surmontée de guirlandes. Les étages sont encadrés par deux pilastres colossaux. Les fenêtres ont des balconnets en pierre ornés de garde-corps en fer forgé à motifs géométriques. Au 1er étage, elles sont de plus surmontées de mascarons à têtes d'ovins et de guirlandes[6].

- no  2-2 bis : immeuble. 
L'immeuble, de style classique, est construit dans la deuxième moitié du XVIIIe siècle. Au 1er étage, les fenêtres ont des garde-corps en fer forgé à motifs géométriques. Un cordon de brique court au niveau des fines corniches qui surmontent les fenêtres[7].

- no  7 : immeuble. 
L'immeuble, de style néo-classique, est construit vers 1782 le compte du négociant Antoine Siadoux. Elle s'élève sur deux étages décroissants et un niveau de comble à surcroît. Le rez-de-chaussée est ouvert par une grande arcade de boutique segmentaire et une porte piétonne en plein cintre, qui a conservé une imposte en fer forgé. Aux étages, les fenêtres ont des chambranles moulurés. Celles du 1er étage sont surmontées d'une corniche et ont un garde-corps en fer forgé où des motifs géométriques et de grecques encadrent le monogramme du propriétaire, « AS ». L'élévation est surmontée d'une importante corniche moulurée[8].

- no  8 : immeuble[9].
- no  12 : immeuble[10].
- no  13 : immeuble[11].
- no  18 : hôtel de Mazères[12].

- no  25 : immeuble. 
L'immeuble, de style néo-classique, est construit dans la deuxième moitié du XVIIIe siècle. La porte, latérale, est surmontée d'un mascaron en terre cuite, figurant un homme barbu couronné d'un bandeau. Aux étages, la façade est couverte d'un enduit simulant un appareillage de pierre. Les fenêtres ont un chambranle imitant un bossage rustique et des crossettes pendantes en pointe de diamant. De plus, les larges appuis des fenêtres ont des garde-corps en fer forgé. L'élévation est couronnée d'une corniche à denticules, surmontée d'un attique[13]. Le rez-de-chaussée est occupé par le bar Authié.

- no  27 : immeuble. 
L'immeuble, construit dans la deuxième moitié du XIXe siècle, est remarquable par sa façade, en pierre de taille, et l'originalité de ses baies – porte et fenêtres. Il s'élève sur quatre niveaux – rez-de-chaussée, entresol et deux étages. Le rez-de-chaussée est ouvert par deux ouvertures de boutique rectangulaires qui encadrent la porte cochère qui, par un passage couvert, donne accès à la cour intérieure. L'entresol est percé de grandes baies dont l'arc, mouluré, est composé de cinq segments. Aux étages, la travée centrale est encadrée de deux pilastres cannelés colossaux à chapiteaux corinthiens, tandis que les fenêtres ont des balconnets dotés de garde-corps en fonte. Dans les travées latérales, les fenêtres ont des garde-corps similaires. De plus, les fenêtres du 1er étage se signalent par un chambranle au dessin complexe. Les fenêtres du 2e étage sont segmentaires. L'élévation est couronnée par une corniche à modillons[14].

## Personnalité
- Jacques Labatut (1851-1935) : le sculpteur et dessinateur Jacques Labatut, fils d'un cloutier du faubourg Saint-Étienne, Raymond Labatut, est né dans l'immeuble du no 1[15].